# Sobișciîți, Volodîmîreț
Sobișciîți (în ucraineană Собіщиці) este o comună în raionul Volodîmîreț, regiunea Rivne, Ucraina, formată numai din satul de reședință.

## Demografie
Componența lingvistică a comunei Sobișciîți
     Ucraineană (99,88%)
     Alte limbi (0,12%)
Conform recensământului din 2001, majoritatea populației comunei Sobișciîți era vorbitoare de ucraineană (99,88%), existând în minoritate și vorbitori de alte limbi.